# Femmes aux yeux ouverts
Femmes aux yeux ouverts (Mujeres con los ojos abiertos) es un documental togolés dirigido por Anne-Laure Folly. Retrata la vida de las africanas contemporáneas en Burkina Faso, Malí, Senegal y Benín.

## Producción
Estrenado en 1994, el documental tiene una duración de 52 minutos y fue realizado en francés con subtítulos en inglés. Folly mencionó: "Simplemente quería mostrar la capacidad de las mujeres africanas para llegar al final del siglo XX y entrar en el XXI de manera positiva, es decir, articulando un conjunto de problemas, preguntas y respuestas que contribuyan al desarrollo mundial".
 

## Descripción
El documental registra a mujeres de Benín, Burkina Faso, Malí y Senegal hablando de sus vidas. La secuencia de apertura del documental, el segundo de Folly, muestra a una mujer joven mirando a la cámara y recitando el poema:

Una buena mujer debe obedecer a su esposo en todo momento,
Una buena mujer no debe saber leer,
Los ojos de una buena mujer no deben estar abiertos. </poema>

El poema es recitado por Monique Ilboudo de Burkina Faso, una de las mujeres en el documental. La película permite a diferentes mujeres de Malí, Senegal, Burkina Faso y Benín hablar sobre cómo tratan los problemas que enfrentan. Siete secciones cubren los temas de clitoridectomía, matrimonio forzado, VIH/sida, lucha, supervivencia, economía y política.

## Recepción
Ganó la medalla de plata en el Festival de Televisión de Montecarlo de 1994. Según Kenneth W. Harrow, el documental tiene un "sustrato y estructura racional". Es un trabajo que intenta comunicar un sistema de valores universalmente válido para las mujeres. Alice Walker dijo sobre la película:

Se necesita valor para ver la verdadera condición de las mujeres en el mundo y hablar al respecto. Valor y un estómago fuerte. Las mujeres en este documental poseen la visión radical necesaria que ni romantiza ni hace remotas las obvias consecuencias de la esclavitud femenina.